# Сапа (река)
Сапа — река в России, протекает по Тихвинскому району Ленинградской области. Правый приток реки Паши.

## География
Река Сапа вытекает из озера Сапозеро. Течёт на юго-запад. Устье реки находится у деревни Вяльгино в 125 км по правому берегу реки Паши. Длина реки составляет 33 км, площадь водосборного бассейна — 186 км².
Основной приток Сапы — река Лимба. Она впадает в Сапу в 13 км от устья по правому берегу.

## Данные водного реестра
По данным государственного водного реестра России относится к Балтийскому бассейновому округу, водохозяйственный участок реки — Свирь, речной подбассейн реки — Свирь (включая реки бассейна Онежского озера). Относится к речному бассейну реки Нева (включая бассейны рек Онежского и Ладожского озера).
Код объекта в государственном водном реестре — 01040100812102000013635.